# Vielha e Mijaran
Vielha e Mijaran, selon sa dénomination officielle en occitan aranais, ou Vielha (Viella i Mitjaran en catalan ; Viella ou Viella Mitg Arán en espagnol ; la dénomination officielle jusqu'en 1984 était Vielha-Mitg-Aran), est une commune espagnole du Val d'Aran, située dans la province de Lérida en Catalogne. 

## Géographie

### Localisation
Le territoire de la commune occupe une superficie de 211,74 km2, soit un tiers de celle du Val d'Aran. Il est limitrophe du reste de la Catalogne au sud, de l'Aragon au sud-ouest et bordé sur une courte distance par la frontière française à l'ouest.

### Communes limitrophes
Les communes limitrophes sont  Bagnères-de-Luchon, Benasque, Canejan, Es Bòrdes, Montanuy, Naut Aran, Vilaller et Vilamòs.
|                                                 | Canejan          |           |
| Vilamòs, Es Bòrdes, Bagnères-de-Luchon (France) | Vielha e Mijaran | Naut Aran |
| Benasque, Montanuy                              | Vilaller         |           |

### Hydrographie
Vielha est situé au confluent de la Garonne et de son affluent rive gauche, la rivière Nere.

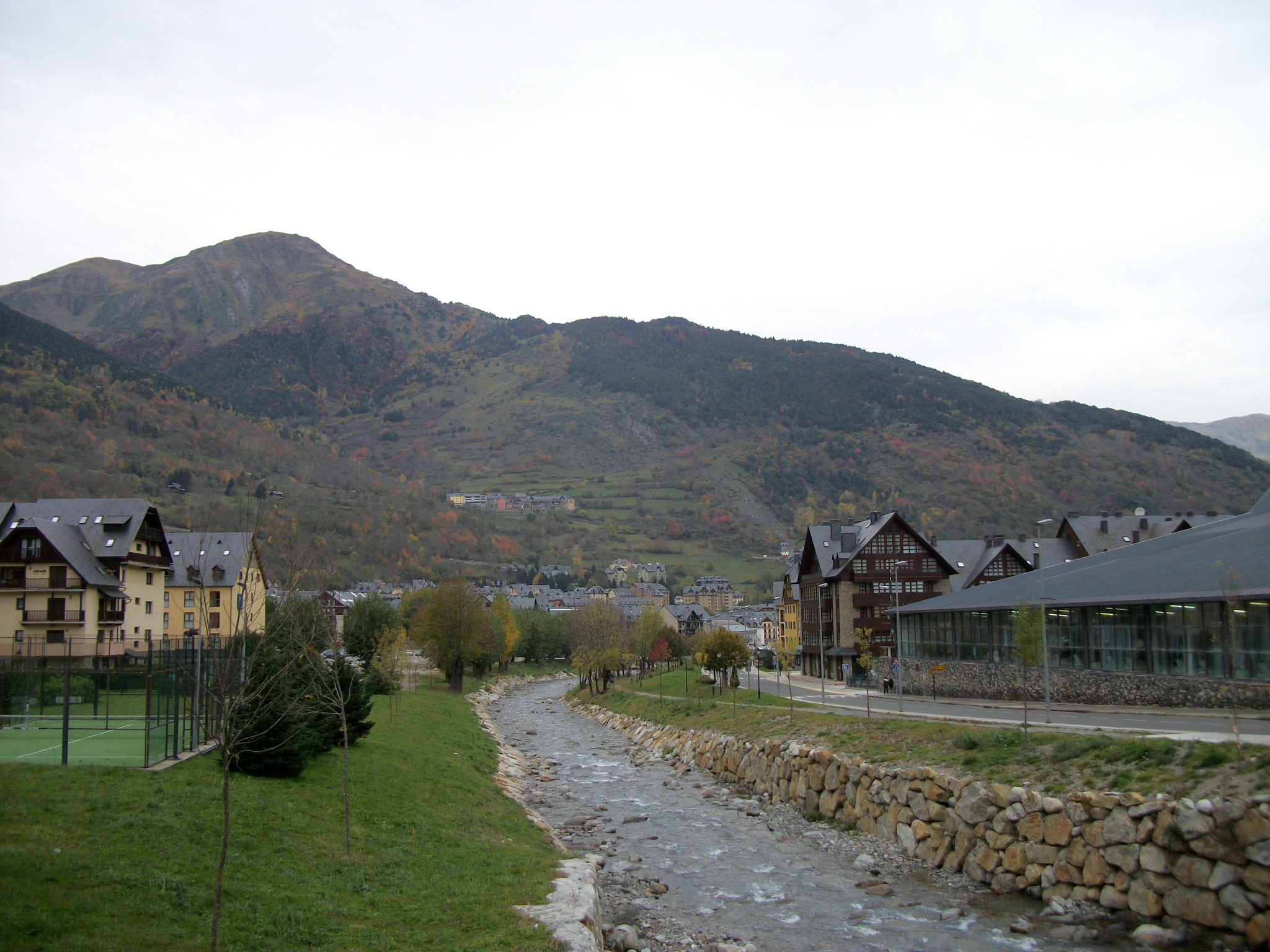
Terrains de tennis à gauche, la Garonne au centre, et à droite le Palai de Gèu.
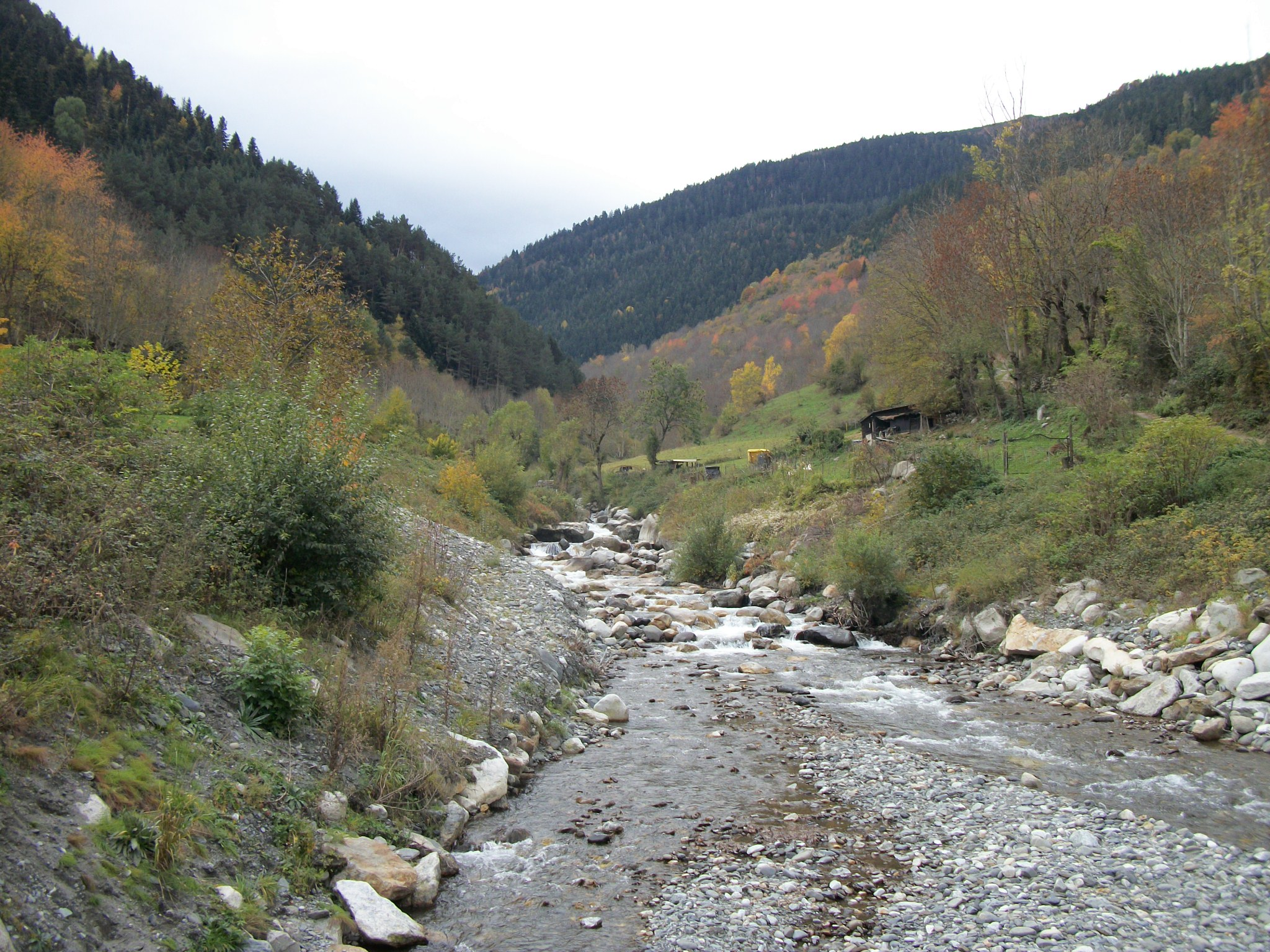
La rivière Nere en amont de Vielha e Mijaran.
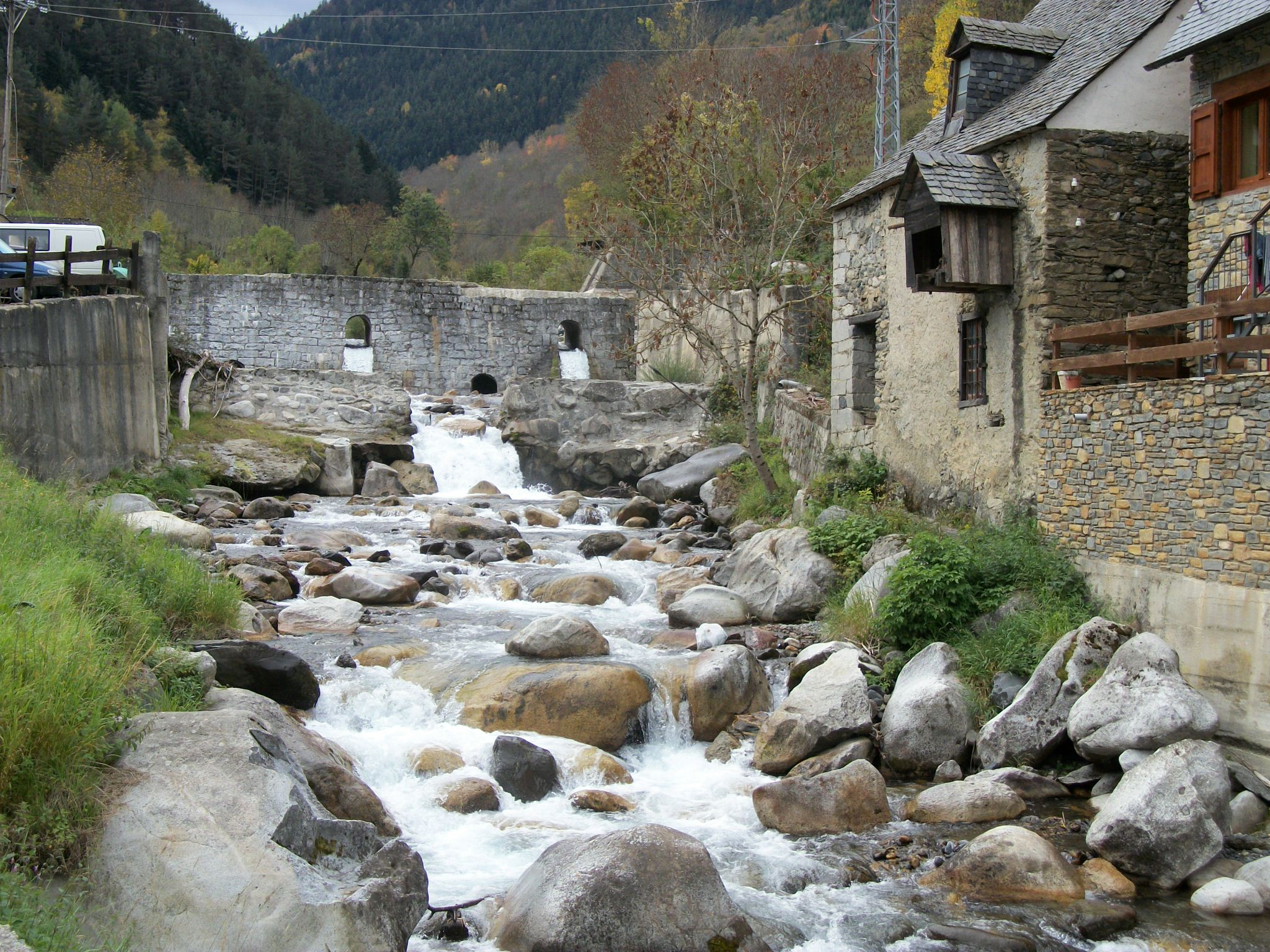
La rivière Nere est freinée par un petit barrage à son entrée dans Vielha e Mijaran.
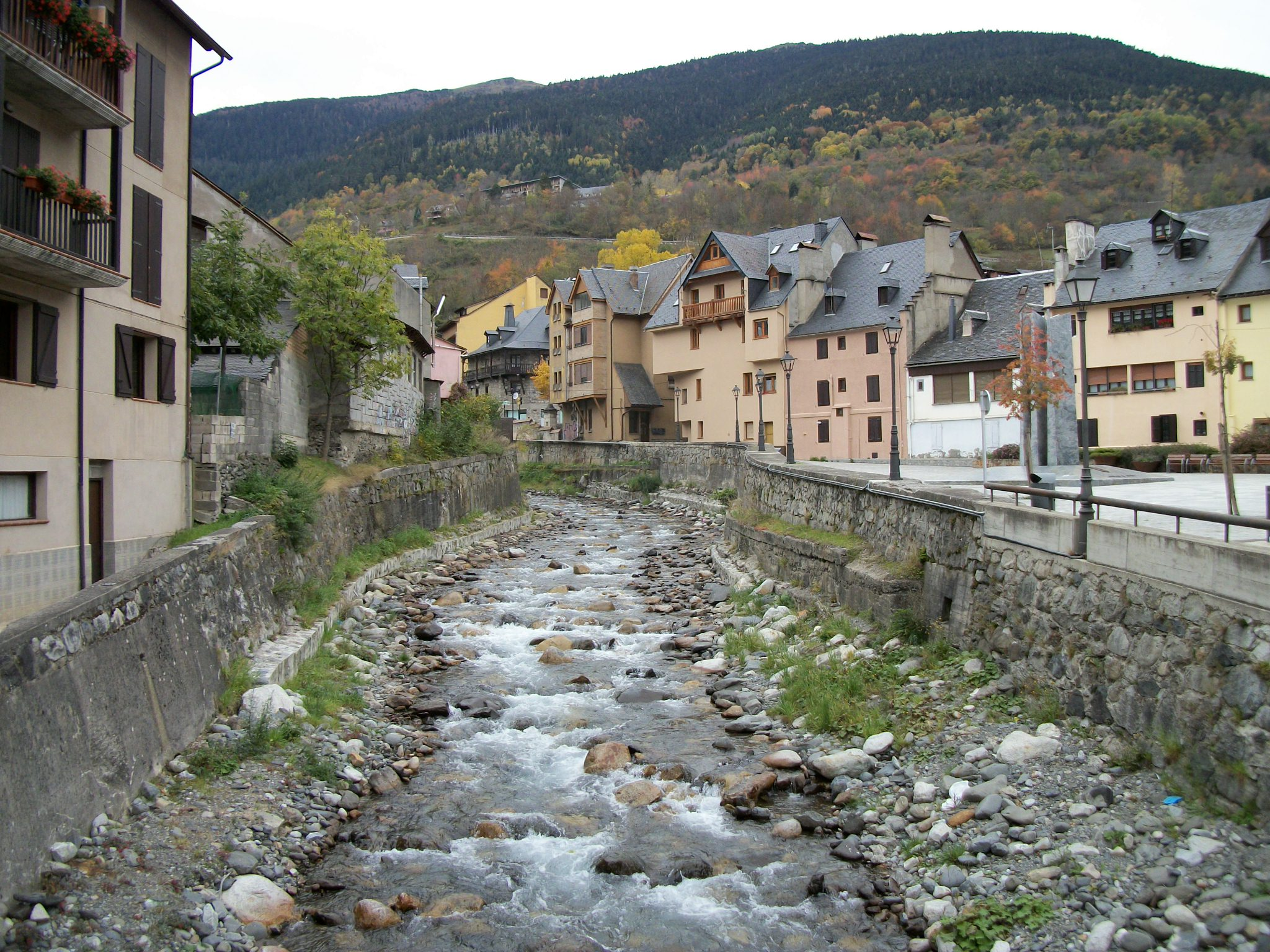
La rivière Nere passant devant le Gouvernement d'Aran.

Elle est aujourd'hui un centre touristique important, notamment par les stations de sports d'hiver du Val d'Aran dont la plus importante est Baqueira Beret. Le Val d'Aran est la seule région espagnole des Pyrénées qui est située sur le versant nord du massif, donc la Garonne coule vers la France et puis vers l'Océan Atlantique, alors que les autres fleuves et rivières des Pyrénées espagnoles se déversent vers la Méditerranée, même ceux du Pays basque espagnol. Le climat y est donc très froid en hiver[réf. nécessaire].

### Voies de communication et transports
L'axe principal de communications est la N-230 qui met en communication le Val d'Aran et la France en suivant le cours de la Garonne. Au sud, la route rejoint Lleida par le tunnel de Vielha. Vers l'est, on atteint le port de la Bonaigua, souvent fermé l'hiver. Le Val d'Aran est donc naturellement ouvert vers la France.

## Histoire
La commune a été formée en 1970 par la fusion des communes de Vielha, Arròs e Vila, Betlan, Escunhau, Gausac, Vilac.

## Politique et administration
La commune est administrée par un conseil de treize membres élus pour quatre ans. À la suite des élections municipales du 26 mai 2019, le parti Unité d'Aran détient une majorité absolue de neuf sièges.
Le chef-lieu est à Vielha, et sept entités municipales décentralisées se trouvent à Arròs et Vila, Aubèrt et Betlan, Betren, Escunhau et Casarilh, Gausac et Vilac.
| Période                                  | Période  | Identité                      | Étiquette   | Qualité |
| ---------------------------------------- | -------- | ----------------------------- | ----------- | ------- |
| Les données manquantes sont à compléter. |          |                               |             |         |
| 1979                                     | 1987     | Xavier Tous Adema             | Indépendant |         |
| 1987                                     | 1999     | Josep Calbetó Giménez         | CiU         |         |
| 1999                                     | 2003     | Joan Pau Perdices Pla         | Indépendant |         |
| 2003                                     | 2007     | Joan Riu Llonch               | UA-PSC      |         |
| 2007                                     | 2009     | Josep Calbetó Giménez         | Indépendant |         |
| 2009                                     | 2011     | Joan Pau Perdices Pla         | CDA-PNA     |         |
| 2011                                     | 2015     | Àlex Moga Vidal               | CDA-PNA     |         |
| 2015                                     | En cours | Juan Antonio Serrano Iglesias | UA-PSC      |         |

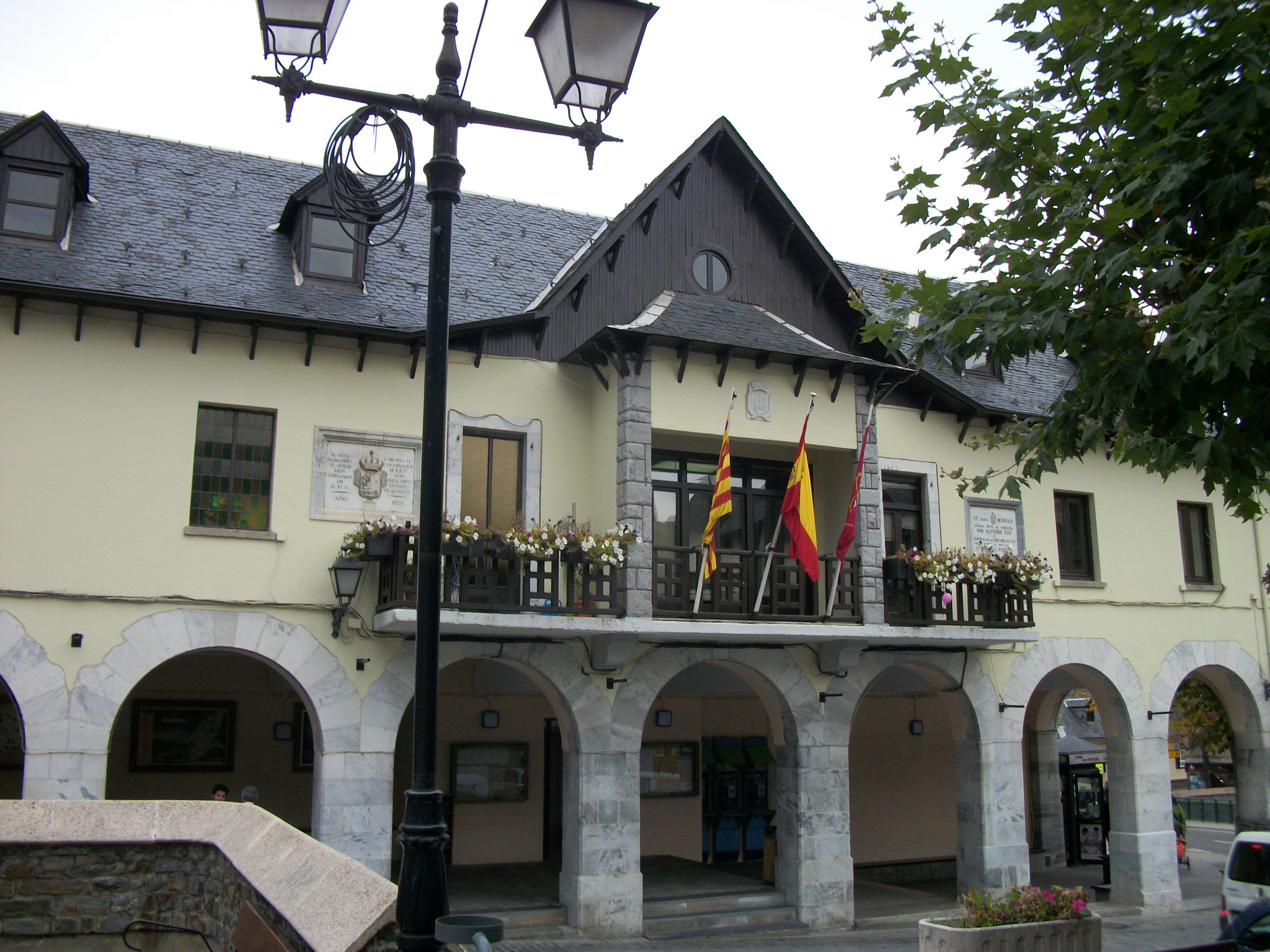
Mairie.
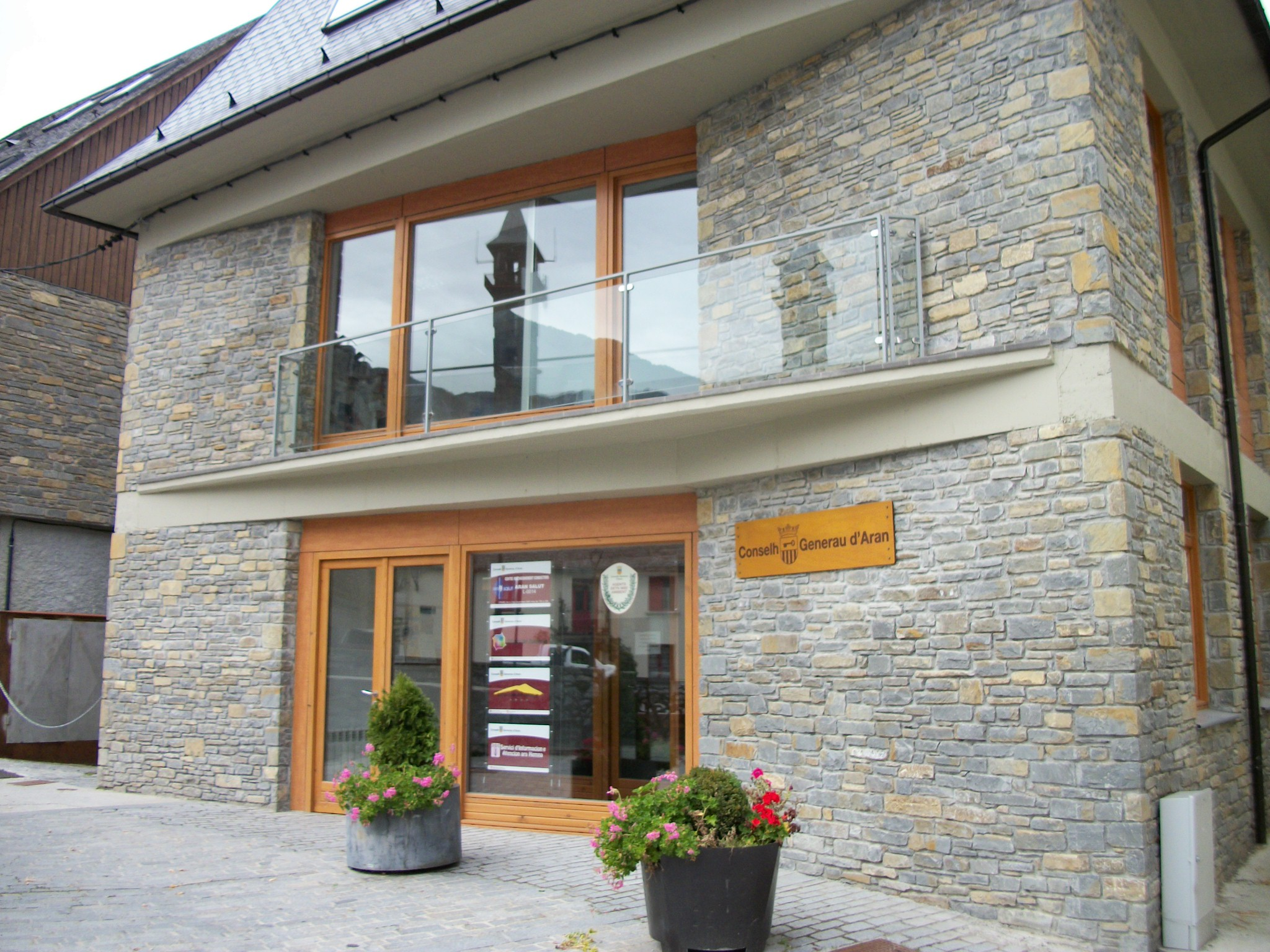
Conseil général d'Aran.
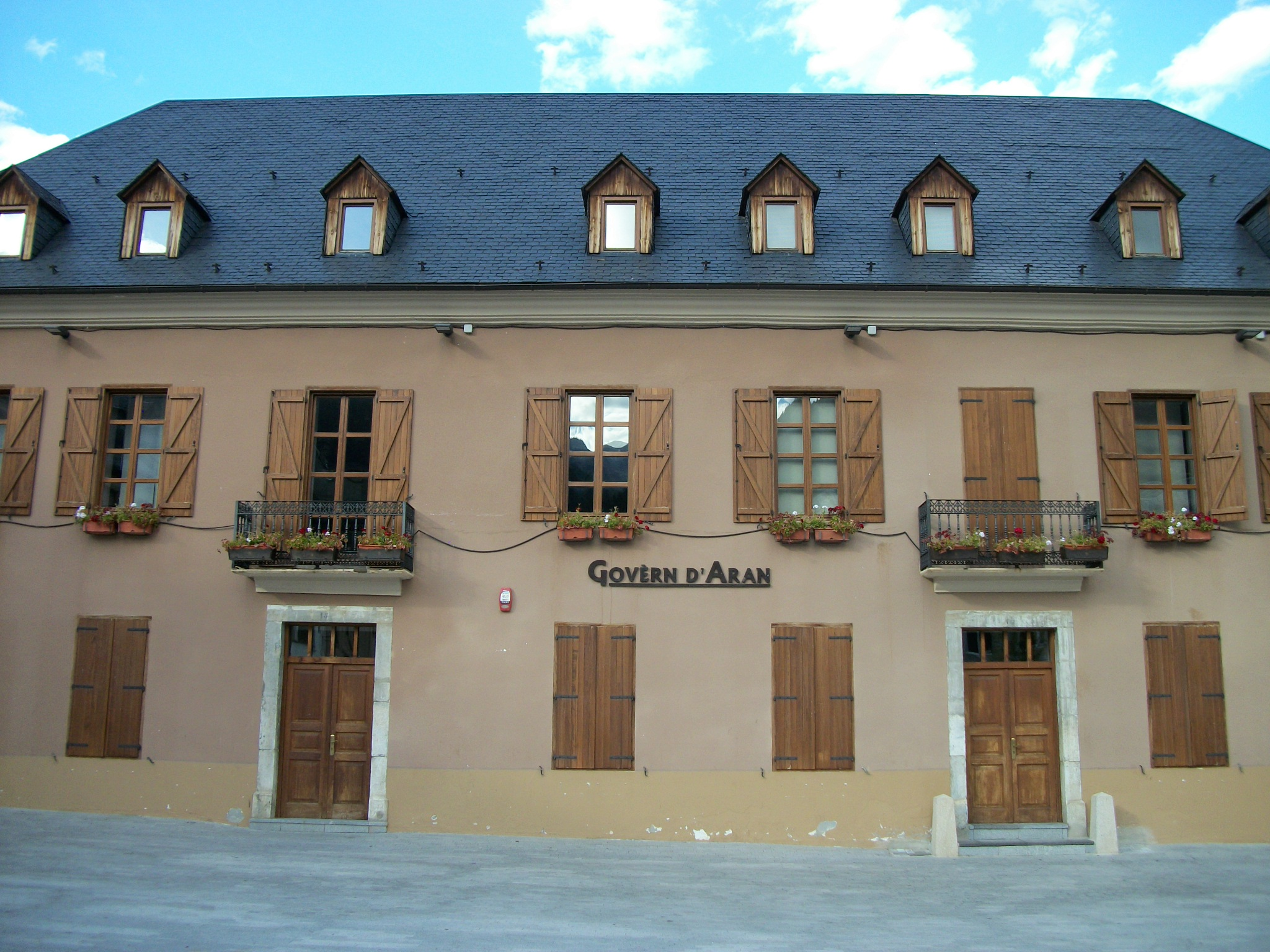
Gouvernement d'Aran.

### Jumelages
- Saint-Gaudens (France)
- Saint-Girons (Ariège) (France)

## Population et société

### Démographie
| 1900 | 1930 | 1950 | 1970 | 1981 | 1986 | 2009 | 2015 | 2017 |
| ---- | ---- | ---- | ---- | ---- | ---- | ---- | ---- | ---- |
| 1995 | 1757 | 2139 | 2142 | 2874 | 2969 | 5710 | 5450 | 5512 |

### Enseignement

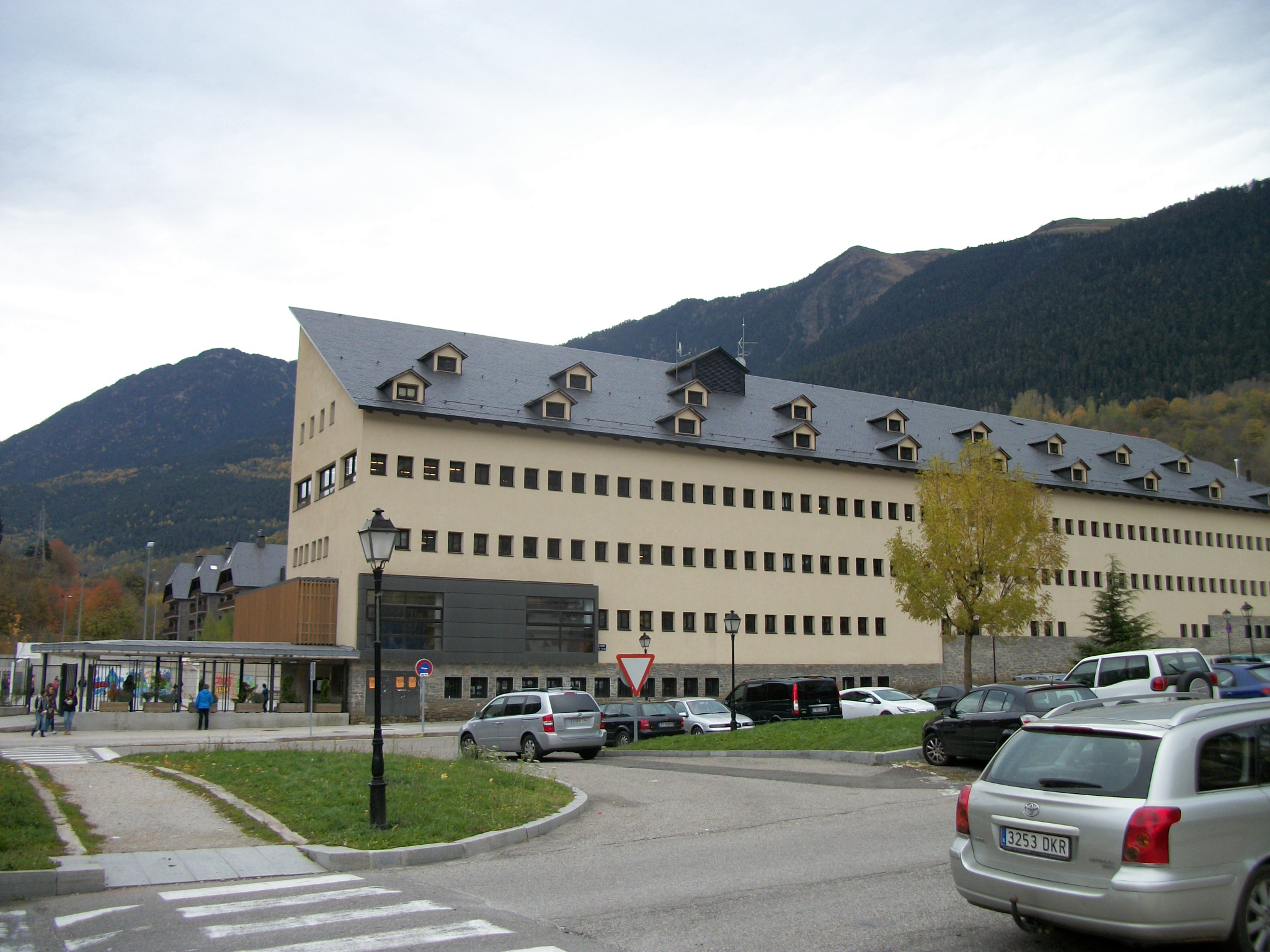
Institut d'Aran.

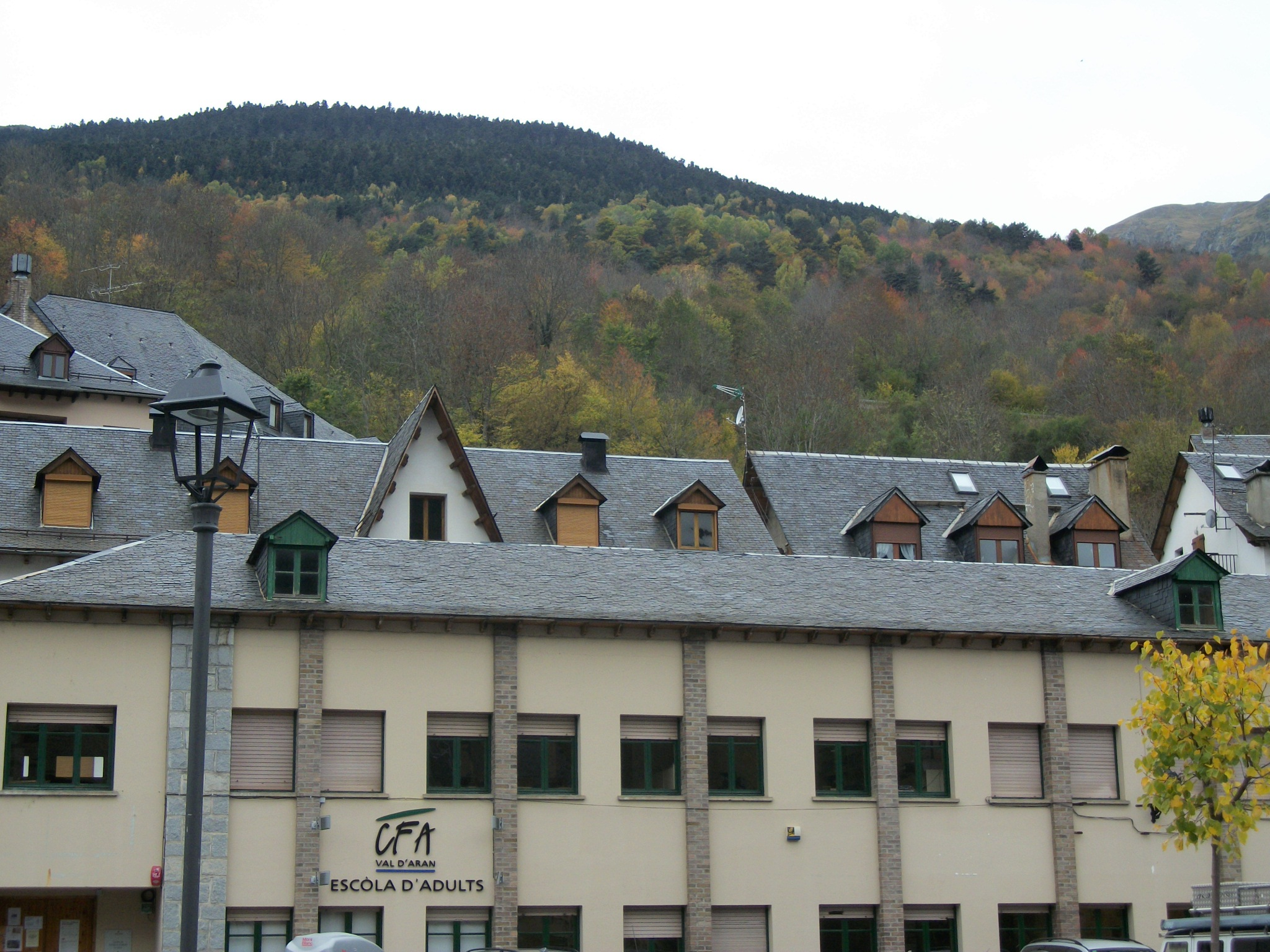
École pour adultes du CFA Val d'Aran.

Le centre d'enseignement CEIP Garona (situé à proximité de l'Institut d’Aran) comprend 9 salles d'enseignement pour les enfants de la maternelle, 18 salles pour les élèves de l'école primaire, 5 salles de classe séparées et de groupements flexibles, une salle polyvalente avec équipement multimédia, un gymnase avec vestiaires, une cantine avec cuisine entièrement équipée, salle d'audiovisuel, bibliothèque, salle d'informatique, salle de classe de sciences, salle de classe de musique.
L'Institut d’Aran comprend plusieurs catégories d'enseignements, :
- L'éducation secondaire, c'est-à-dire le collège,
- Le baccalauréat (modalités de Sciences, Technologie et Sciences Humaines),
- 2 cycles de grades Miejan (Gestion administrative et coordinations de groupe en milieux naturels),
- 1 cycle de grade supérieur (animation d'activités physiques et sportives),
- Formation professionnel,
- Cours d'accès aux cycles de formation pour les études supérieures,
- Formation professionnelle supérieure,
- Centre public.

L'école pour adultes du CFA Val d’Aran est un centre destiné aux personnes sorties du système scolaire; elle est homologuée par l'académie dans différentes matières.  Les enseignements sont dispensés dans des centres et des salles de formation.

### Activités sportives
Vielha est la ville-départ de la 9e étape du Tour de France 2016.
La Palais des sports est destiné aux événements sportifs, basket-ball, handball, football en salle, etc.
À proximité se trouve le palais de glace, construit en 1994, qui dispose de plusieurs installations, patinoire, piscine extérieur, piscine couverte, gymnase, salle d'activités, terrains de tennis extérieur, etc.

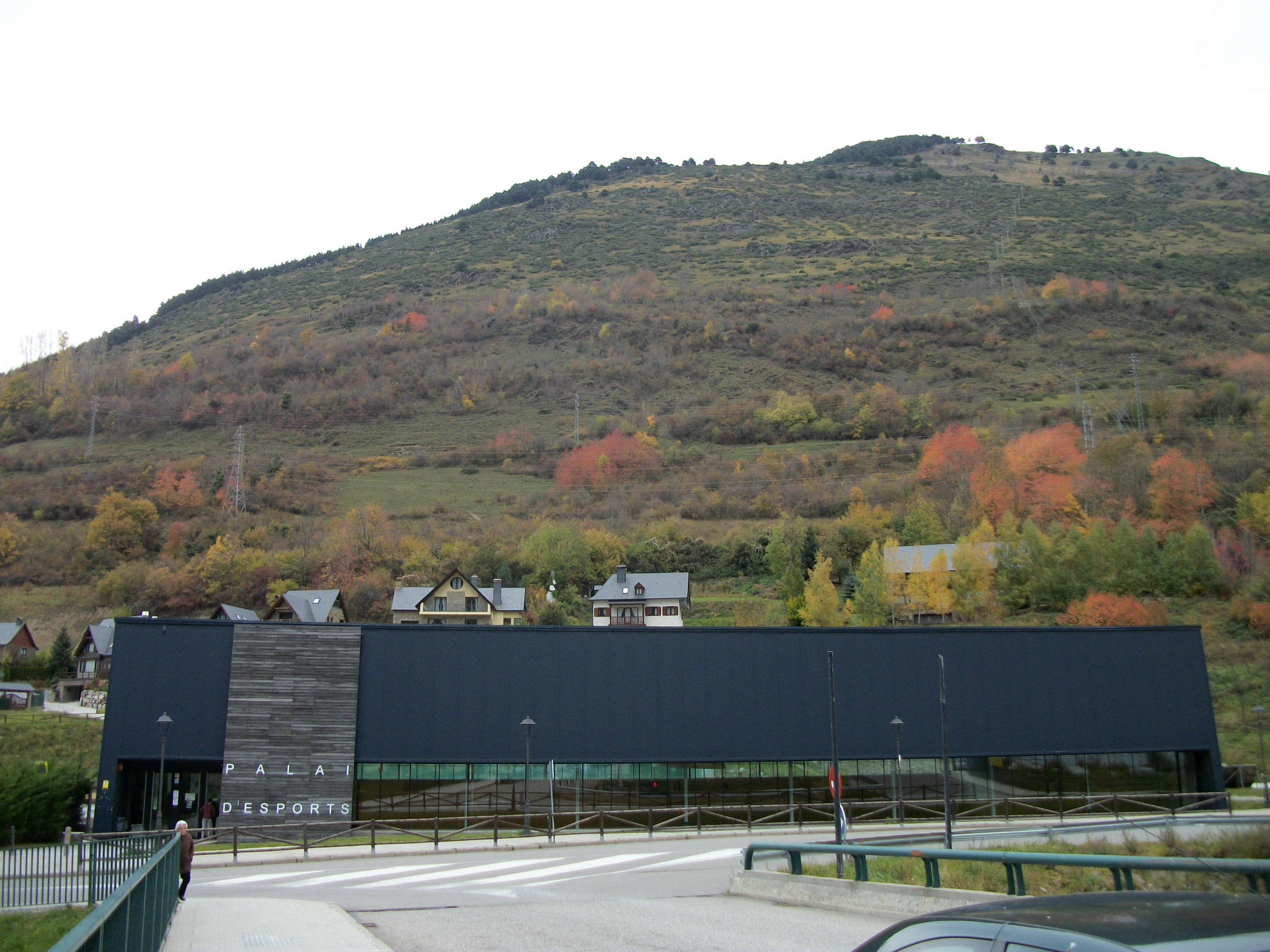
Palais des sports.
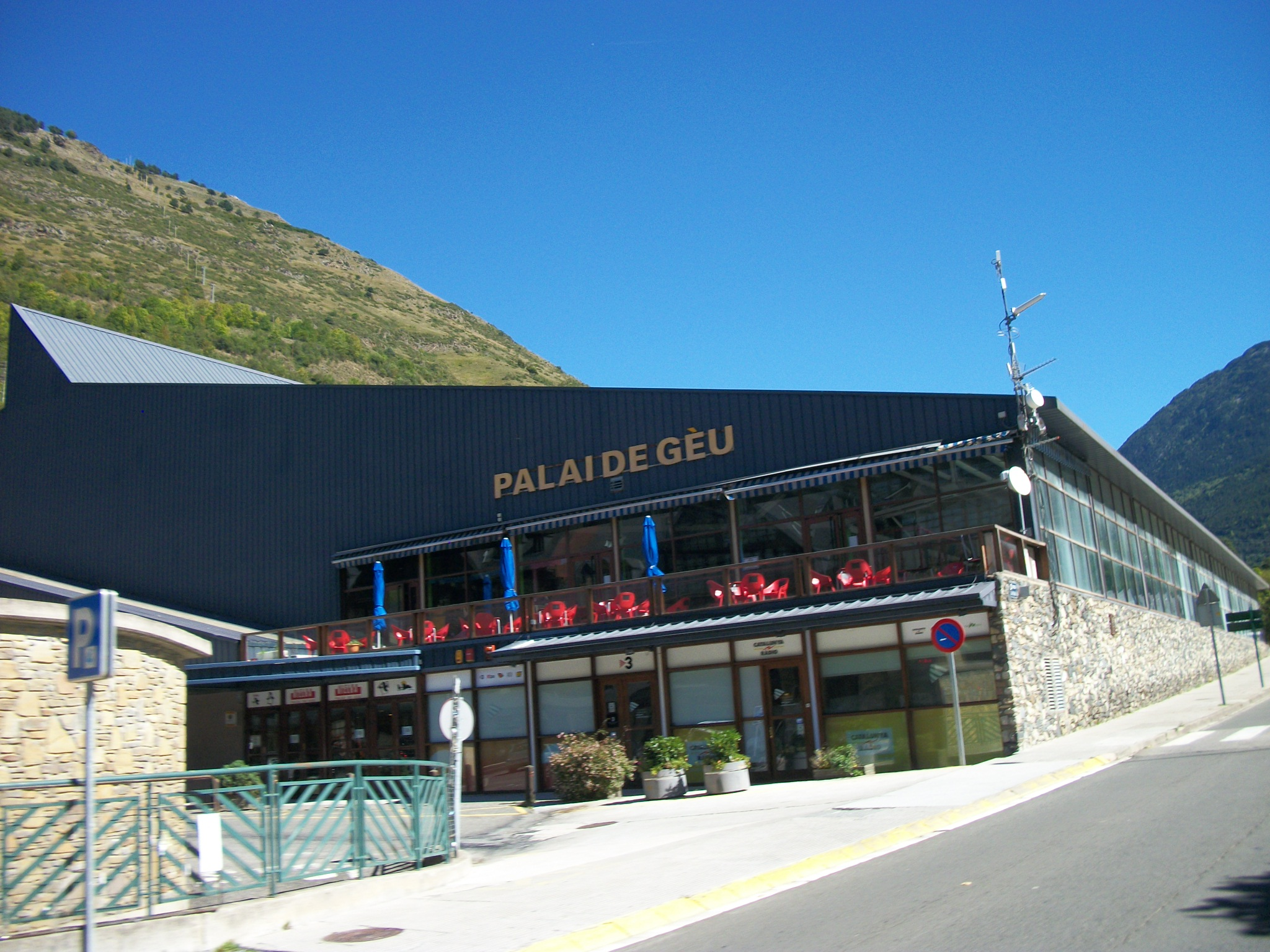
Le Palai de Gèu.

## Économie
Longtemps tournée traditionnellement vers les activités agro-pastorales (élevage, exploitation forestière), l'économie est maintenant axée sur le tourisme de montagne. Les prix de l'immobilier ont très fortement progressé à Vielha et dans les communes avoisinantes.

## Culture locale et patrimoine

### Lieux et monuments
- Monument d’Aran pour sa langue

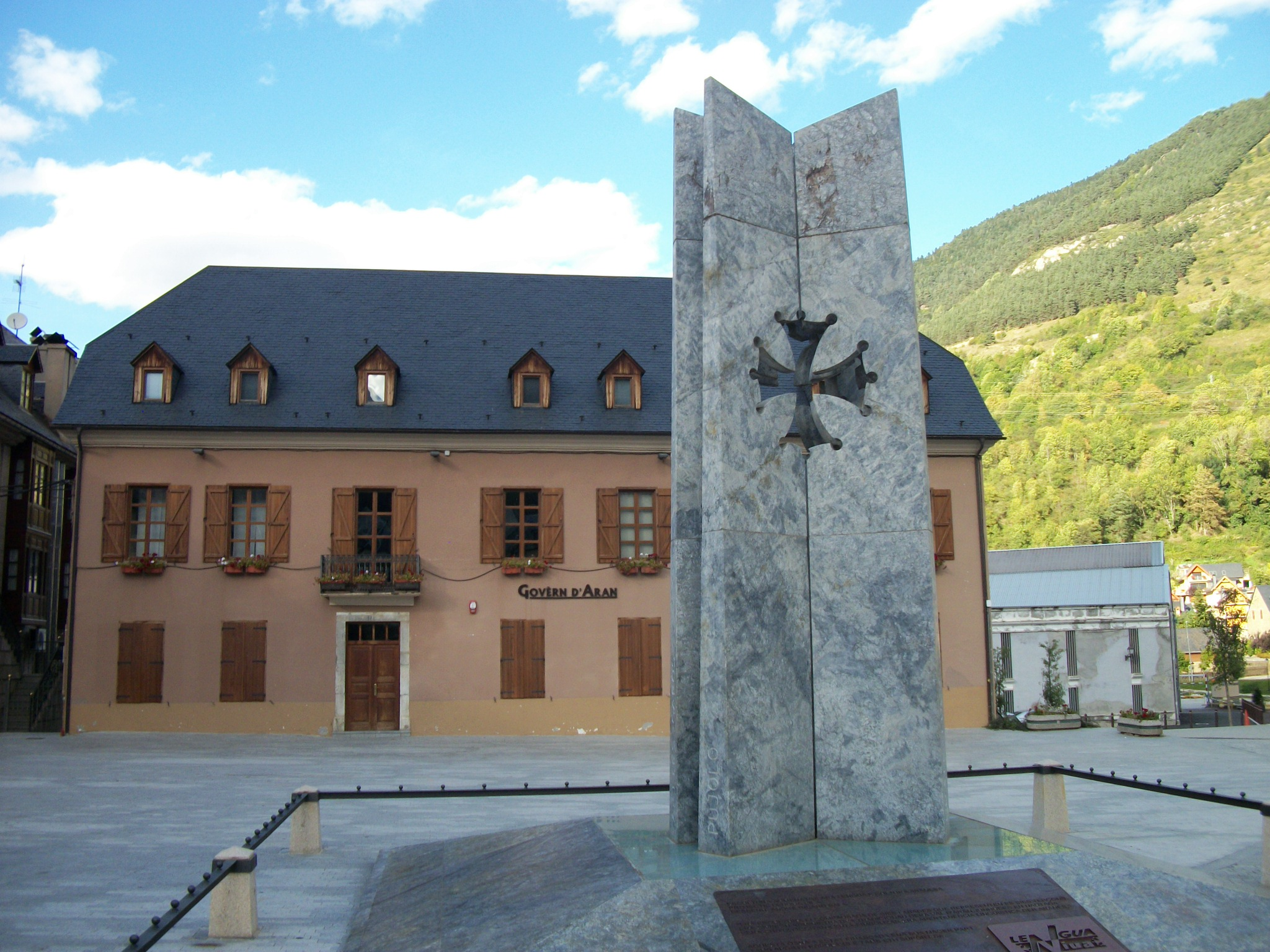
Monument d’Aran pour sa langue.
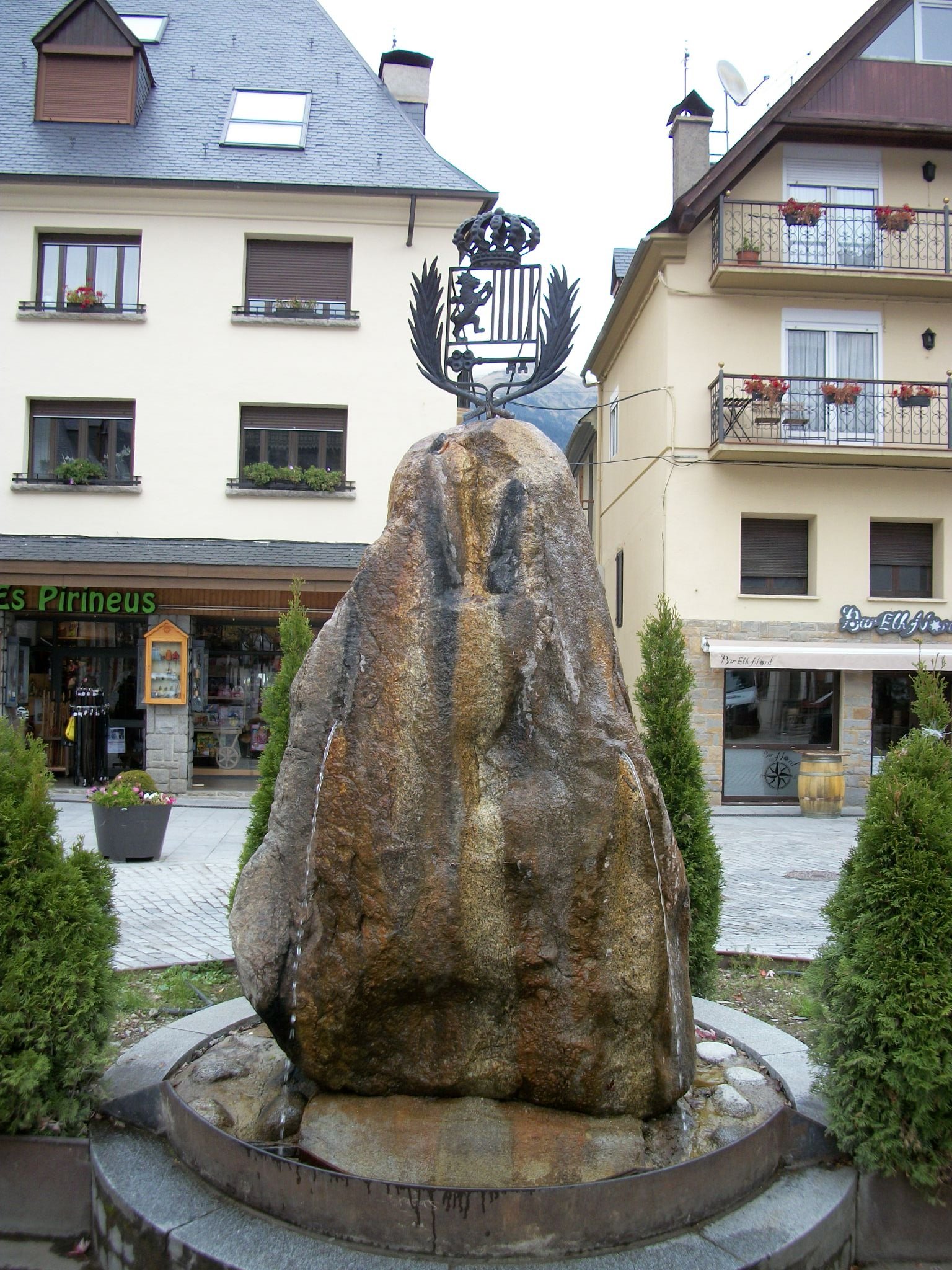
Fontaine avec le blason de Vielha e Mijaran.

Vielha et le Val d'Aran sont particulièrement riches en églises remontant à l'époque médiévale.
- Église paroissiale Saint-Michel, transition roman-gothique, des XIIe et XIIIe siècles, avec un clocher gothique et un retable du XVe siècle, et le remarquable Christ roman de Mitg-Aran
- Église gothique Sainte-Eulalie d’Arròs
- Église romane Saint-Martin d'Aubèrt
- Sanctuaire d'Artiga de Lin, à Aubèrt
- Église romane Saint-Pierre, à Betlan
- Église romane Saint-Pierre, à Betren
- Église romane Saint Thomas, à Casarilh
- Vestiges roman à Casau
- Église romane Sainte-Marie d'Arties
- Église romane Saint-Pierre, à Escunhau
- Église gothique Saint-Martin, à Gausac
- Église romane Saint-Laurent, à Mont
- Église Saint-Étienne, en partie romane, en partie gothique, à Montcorbau
- Église romane Saint-Roch, à Vila
- Église Saint-Félix, portail roman, retable gothique, à Vilac
- Peira Hicada, menhir près de Vielha.
- Sanctuaire de Santa-Maria de Mijaran[9]

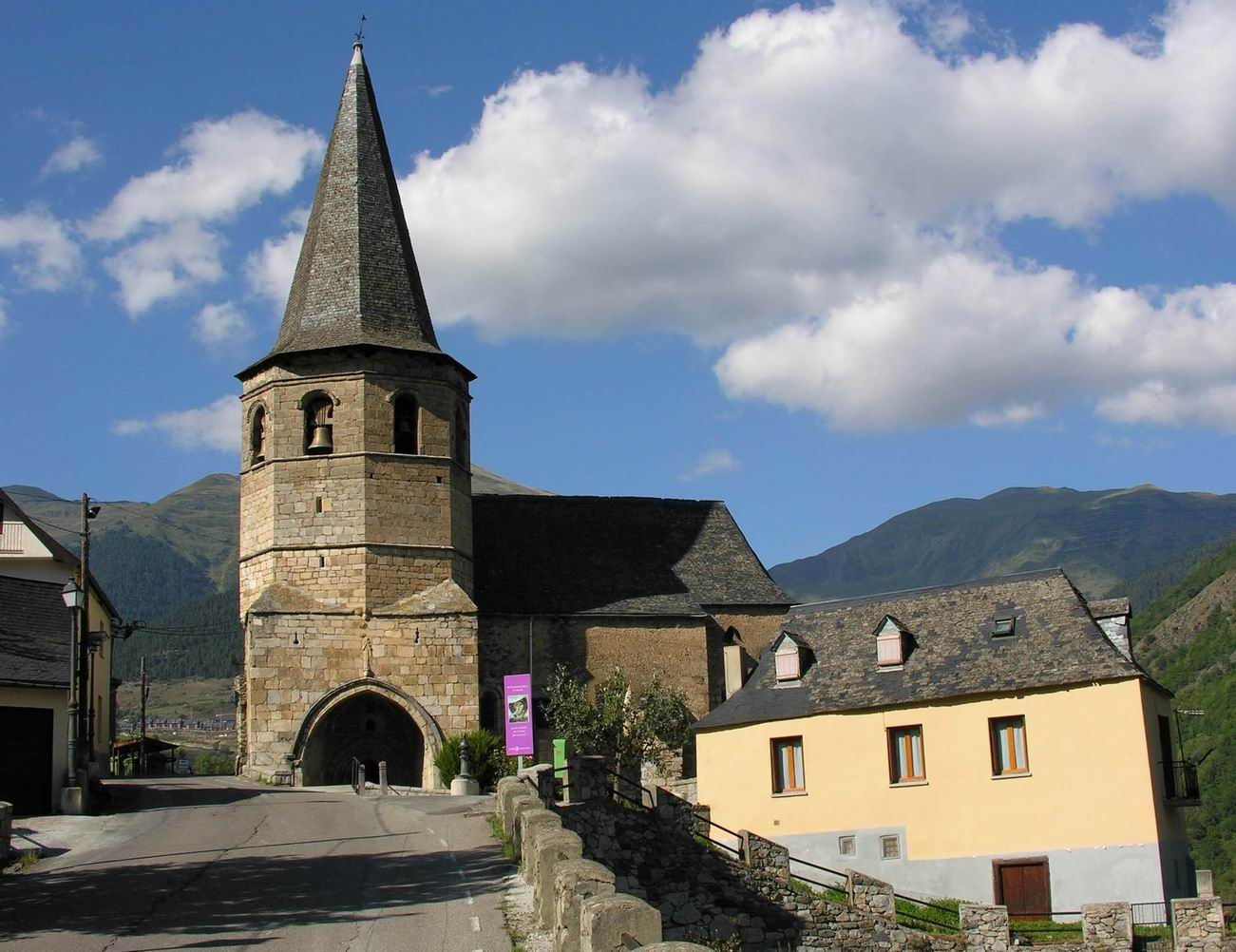
Église Saint-Martin, à Gausac.
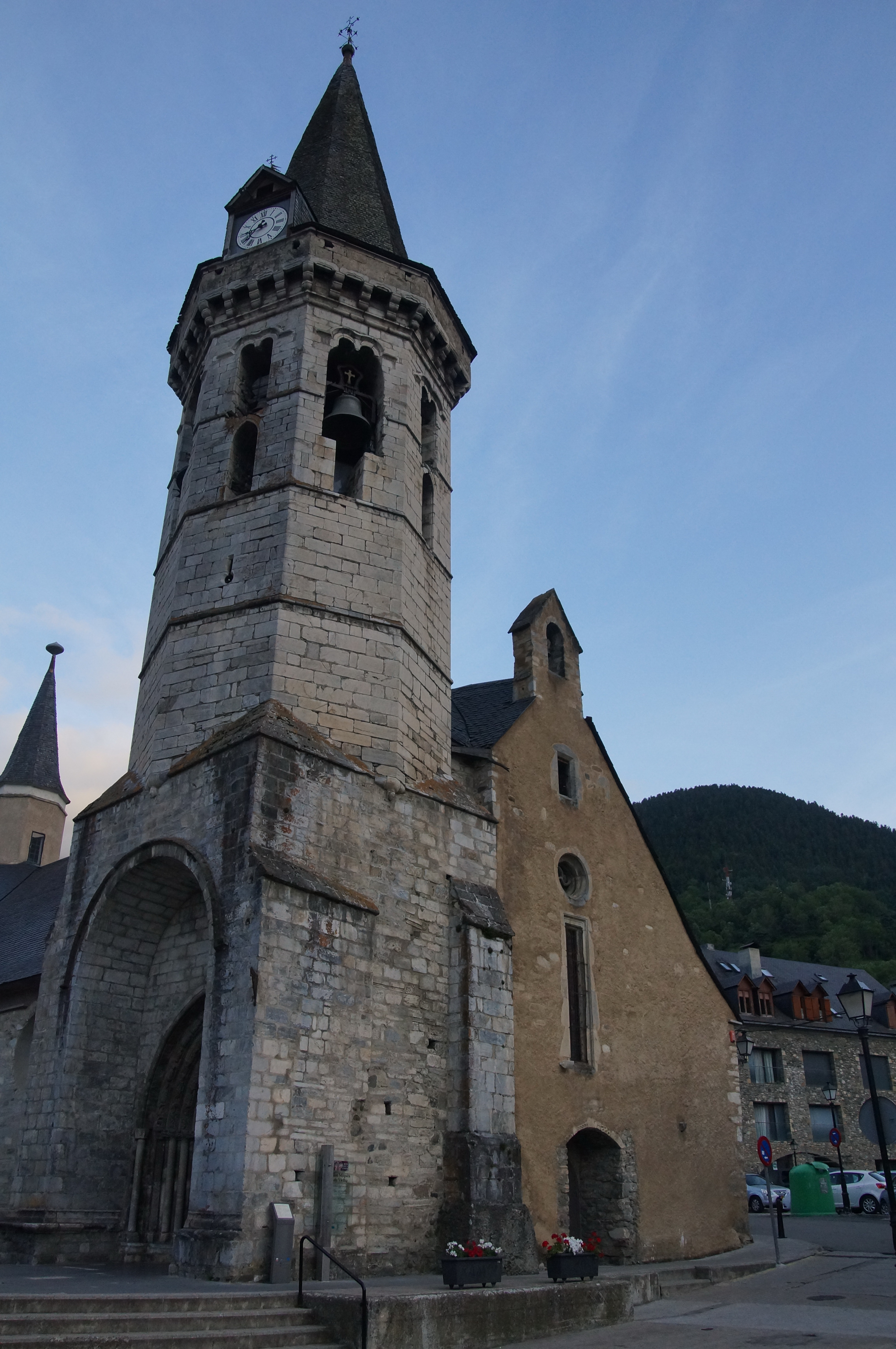
Saint-Michel, Vielha.
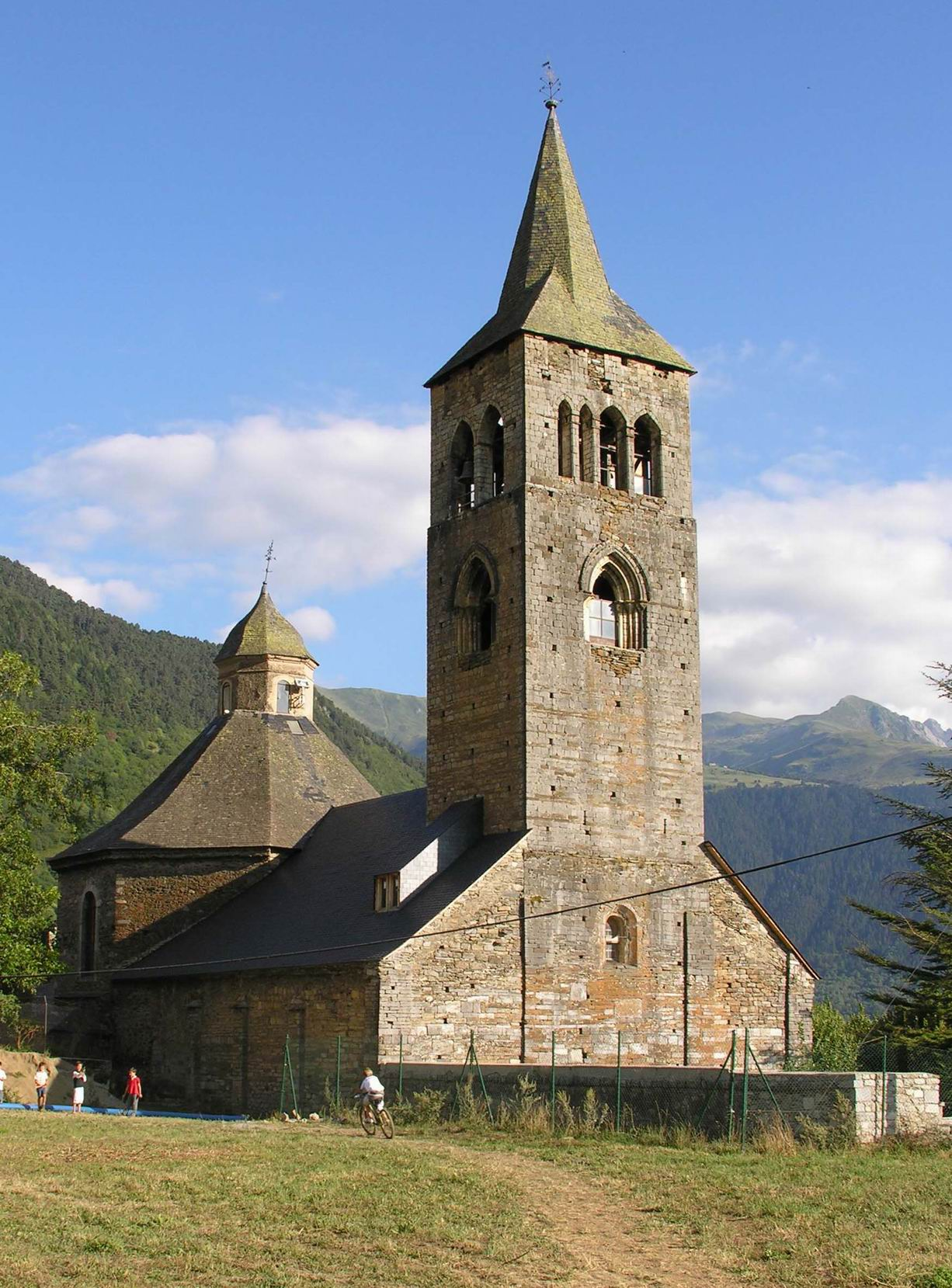
Saint-Félix, Vilac.
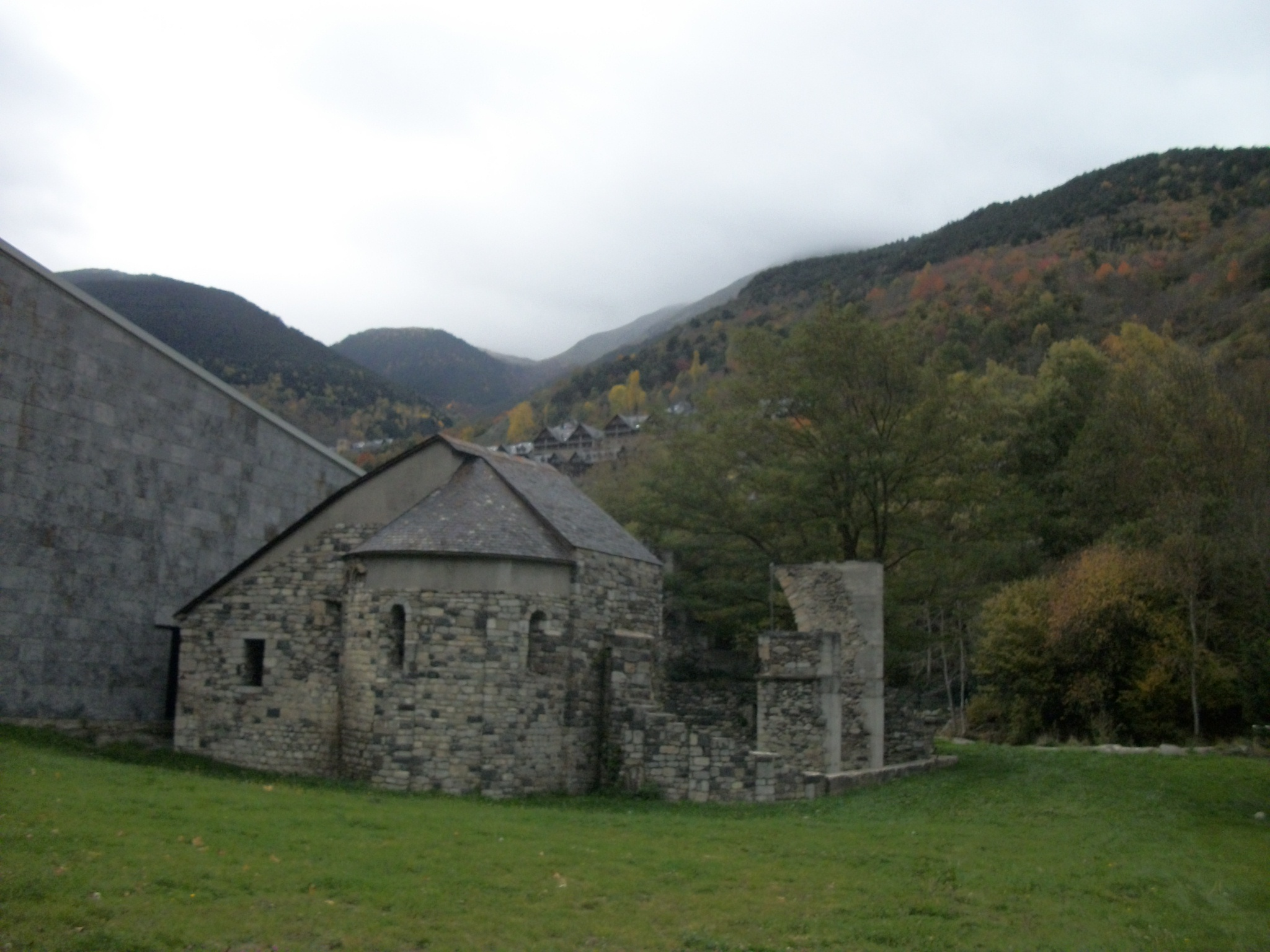
Sanctuaire de Santa-Maria de Mijaran.

### Langue
On y parle l’aranais, variante gasconne de l’occitan, qui a aujourd’hui statut de langue officielle avec l’espagnol et le catalan dans l'ensemble de la Catalogne.

## Personnalités liées à la commune
- Josèp Condò Sambeat (1867-1919), écrivain et prêtre.